# Aviméta 88
 (mai 2017).
Si vous disposez d'ouvrages ou d'articles de référence ou si vous connaissez des sites web de qualité traitant du thème abordé ici, merci de compléter l'article en donnant les références utiles à sa vérifiabilité et en les liant à la section « Notes et références ».
L'Avimeta 88 est un avion français biplace de chasse et de reconnaissance de nuit.[réf. nécessaire]
Monoplan parasol entièrement métallique à train fixe, cet appareil offrait des lignes aérodynamiques mais pesait beaucoup trop lourd[Interprétation personnelle ?]. Il débuta ses essais en 1927 mais fut rapidement abandonné, un seul exemplaire étant construit.